# Pèle-pomme

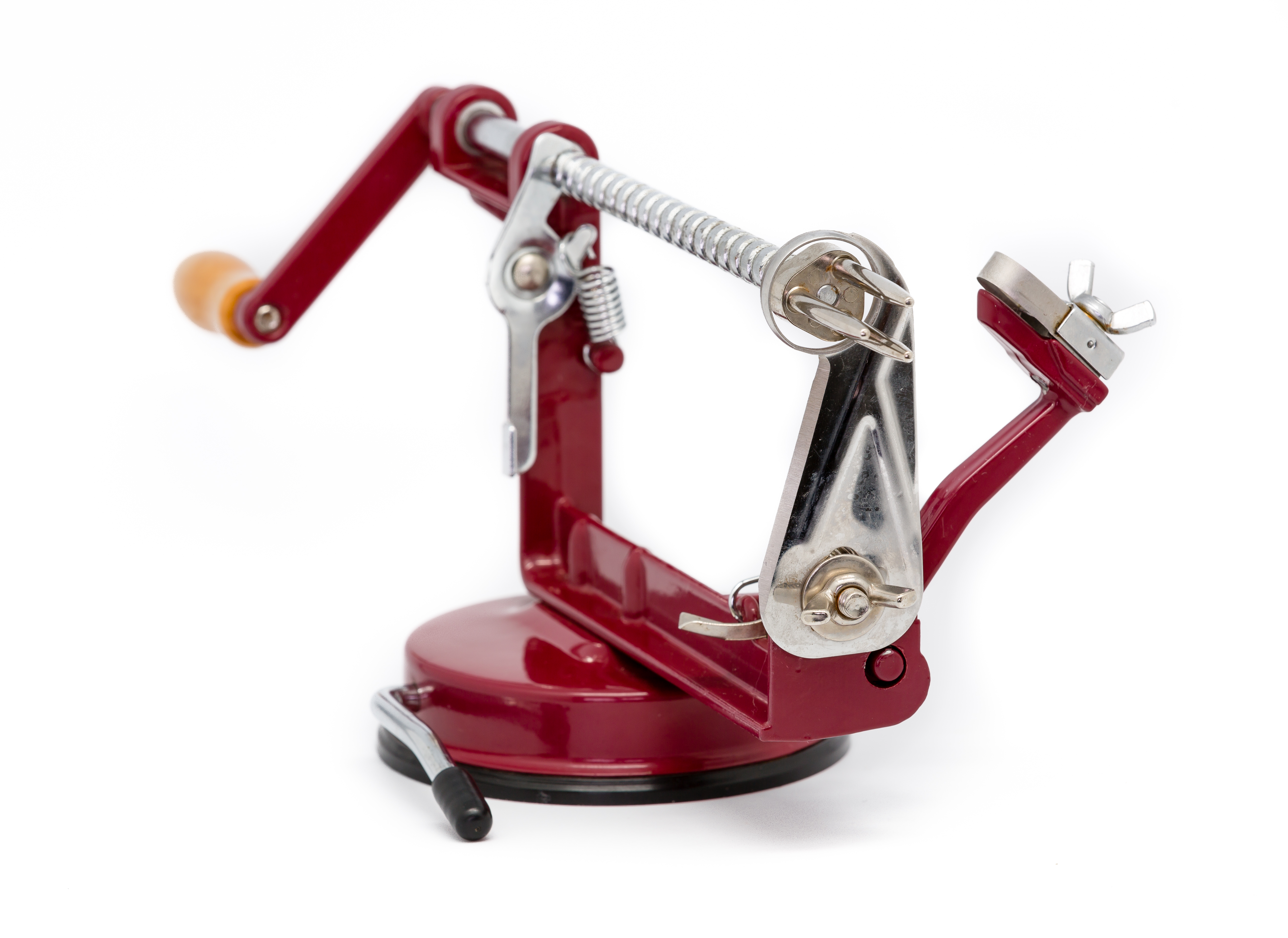
Un pèle-pomme domestique.

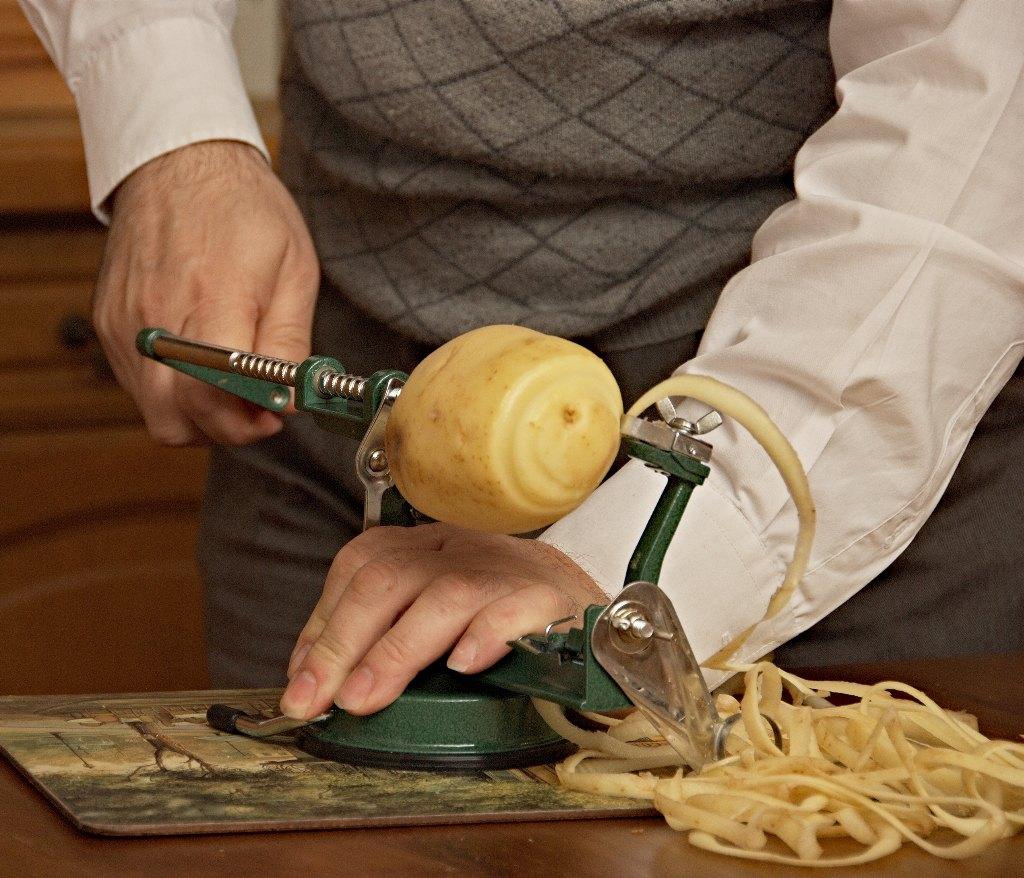
Un pèle-pomme utilisé sur une pomme de terre.

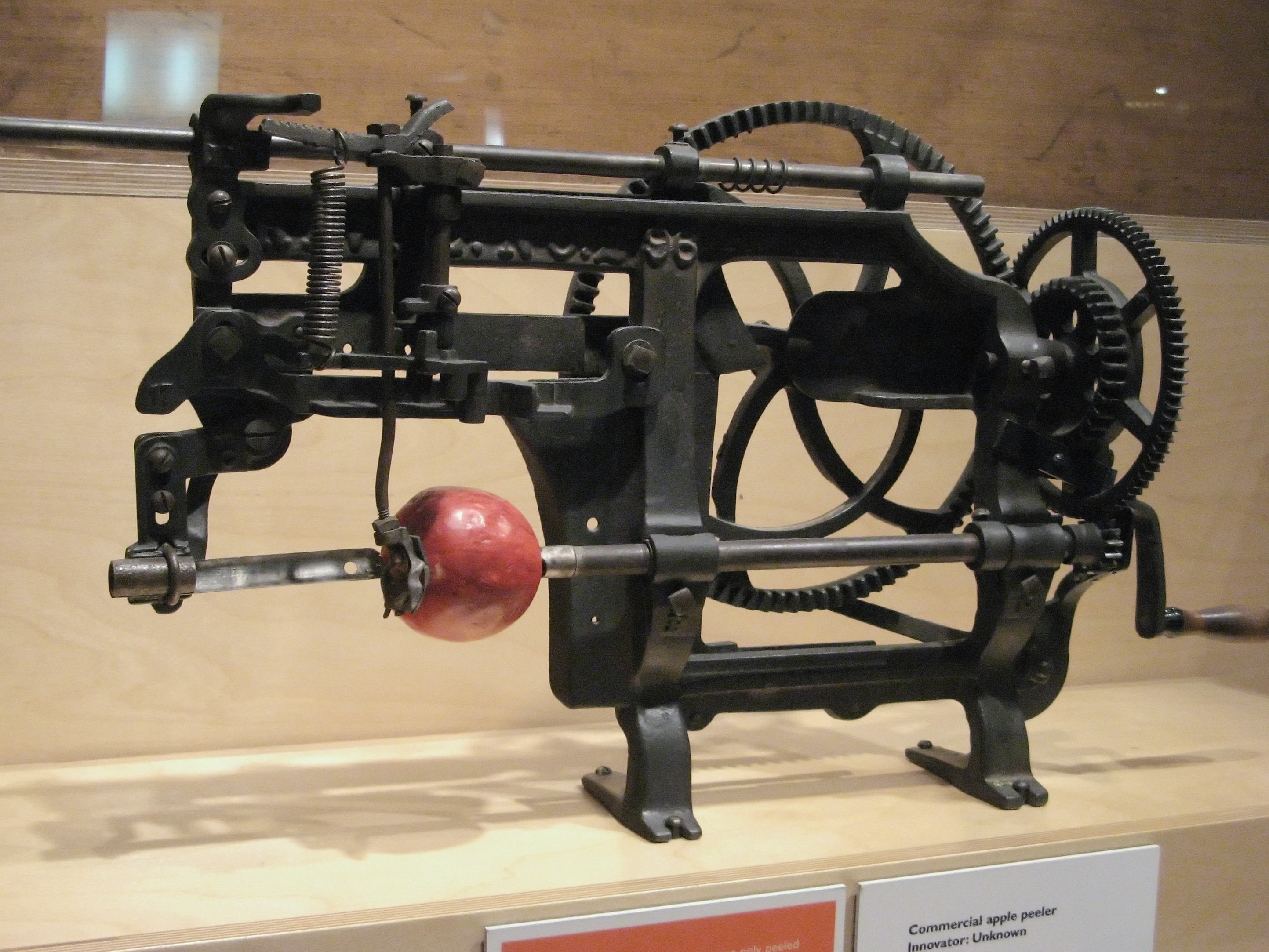
Un pèle-pomme exposé au Musée des sciences et de la technologie du Canada.

Un pèle-pomme ou épluche-pomme est un ustensile de cuisine conçu pour éplucher les pommes, ou tout autre fruit ou légume de forme similaire.

## Fonctionnement
La pomme est montée sur un axe mis en rotation par une manivelle, à la manière d'une pièce sur un tour.

## Histoire
Le pèle-pomme est apparu aux États-Unis à la fin du XVIIIe siècle. La tradition veut que ce soit la première invention d'Éli Whitney, en 1778, alors qu'il n'était âgé que de treize ans. Mais le pèle-pomme a été breveté pour la première fois en 1803 par Moses Coates, de Pennsylvanie,.